# Драгачићи (Фојница)
Драгачићи је насељено место у Босни и Херцеговини у општини Фојница. Административно припада Федерацији Босне и Херцеговине, односно њеном Средњобосанском кантону. Према попису становништва из 2013. у насељу је било 11 становника, а већинску популацију у насељу чинили су Бошњаци.

## Становништво
По последњем службеном попису становништва из 2013. године у насељу је живело 11 становника, а село је било етнички хомогено са већинском бошњачком  популацијом.
| Националност | 2013. | 1991.        | 1981.        | 1971.        |
| Бошњаци      | —     | 105 (100,0%) | 166 (100,0%) | 169 (94,41%) |
| Хрвати       | —     | 0            | 0            | 7 (3,91%)    |
| Срби         | —     | 0            | 0            | 1 (0,55%)    |
| Југословени  | —     | 0            | 0            | 1 (0,55%)    |
| остали       | —     | 0            | 0            | 1 (0,55%)    |
| Укупно       | 11    | 105          | 166          | 179          |